# Valeri Lossev
Valeri Anatolievitch Lossev (en russe : Вале́рий Анато́льевич Ло́сев) est un ancien joueur désormais entraîneur soviétique puis russe de volley-ball né le 28 février 1956 à Tachkoumyr (RSS kirghize). Il mesurait 1,84 m et jouait passeur. Il fut international soviétique et russe.

## Clubs

### Joueur
| Club                | De        | À         |
| ------------------- | --------- | --------- |
| U. Sverdlovsk       | 1975-1976 | 1975-1976 |
| CSKA Moscou         | 1976-1977 | 1976-1977 |
| U. Sverdlovsk       | 1977-1978 | 1979-1980 |
| CSKA Moscou         | 1980-1981 | 1989-1990 |
| Eczacibasi Istanbul | 1990-1991 | 1990-1991 |
| Volley Forlì        | 1991-1992 | 1993-1994 |

### Entraîneur
| Club             | De        | À         |
| ---------------- | --------- | --------- |
| CSKA Moscou      | 1995-1996 | 2007-2008 |
| Dinamo Moscou    | 2008-2009 | 2010-2011 |
| Dinamo Krasnodar | 2011-2012 | ...       |

## Palmarès

### Joueur
- Jeux olympiques
  - Finaliste : 1988
- Championnat du monde (1)
  - Vainqueur : 1982
  - Finaliste : 1986
- Coupe du monde
  - Finaliste : 1985
- Championnats d'Europe (2)
  - Vainqueur : 1985, 1987
- Championnat du monde des clubs
  - Finaliste : 1989
- Coupe d'Europe des clubs champions (7)
  - Vainqueur : 1977, 1982, 1983, 1986, 1987, 1988, 1989
  - Finaliste : 1981
- Championnat de Turquie (1)
  - Vainqueur : 1991
- Championnat d'URSS (10)
  - Vainqueur : 1977, 1981, 1982, 1983, 1985, 1986, 1987, 1988, 1989, 1990
- Coupe de Turquie (1)
  - Vainqueur : 1991

### Entraîneur
- Championnat de Russie (1)
  - Vainqueur : 2009
  - Finaliste : 2007
- Coupe de Russie (2)
  - Vainqueur : 2006, 2009